# 오소희 (육상)
오소희는 대한민국의 육상 선수이다.
오소희는 문화체육관광부장관기 2019년 제40회 전국시ㆍ도대항육상경기대회에서 200m 부별에서 26.23을 뛰어 2016년 제45회 전국소년체육대회에서 신현진이 기록한 26.25에서 0.02초를 단축하여 3년만에 부별신을 갈아치웠다.
하지만 2020 전국초.중.고 학년별육상경기대회에서 배윤진.
이 오소희가 기록했던 26.23에서 0.13초를 단축함으로써 오소희가 세운 1년뒤에 부별신이 깨졌다.